# Les Cahiers de Garlaban
Les Cahiers de Garlaban est une maison d'édition fondée en 1982 à Aubagne, au pied du massif du Garlaban, par un groupe de poètes et d’artistes, composé de Jean Bercy, Jean-Jacques Boitard, Claude Cauqui, Denis Constans (Pierre Asca), Jean-Luc Pouliquen, Charles Thomas et Eric Tremellat, animé par un double mouvement d’enracinement en Provence et d’ouverture aux cultures du monde.
Après une première période tournée vers le partage d’expériences créatives et l’organisation de différentes manifestations (Soirées de Lascours, Journée Victor Gelu, etc.), Les Cahiers de Garlaban sont devenus à partir de 1987 et jusqu’en 1997 une structure d’édition dirigée par Jean-Luc Pouliquen.

## Réalisations et publications

### Enregistrements sonores
- Cassette Victor Gélu.
- Les Cahiers de Garlaban, chansons de Jean-Jacques Boitard, 1987, cassette[4].

### Publications
De nombreuses archives relatives aux publications des Cahiers du Garlaban ont été déposées dans le fonds Var et Poésie de la Bibliothèque de l'Université du Sud Toulon-Var.
1986
- L'Arbre à Soleils, (textes de André Ariès, Philippe Blanchet, Jean Bouhier, Claude Cauqui, Denis Constans, Charles Galtier, Lucien Grimaud, Jean-Luc Pouliquen, Eric Tremellat), illustrations de Gérald Sorel.

1987
- Une saison de femmes, (textes de Colette Andriot, Marie-Laure Belliot, Caroline Blanche, Marie Huot, Tonia Le Goff, Ilke Angela Maréchal,  Jeanne Monteil), illustrations de Claudia Kallabis, Caroline Blanche, Geneviève Bribot-Forest.
- Carqueiranne mon village (de 1870 à nos jours) suivi Prouvençau de longo (poèmes) de Casimir Mouttet[5].

1988
- Notes de route[6], recueil de poèmes de Charles Thomas, illustration de couverture de Jacques Fortier.
- Mémoire sans tain, recueil de poèmes de Jean-Luc Pouliquen, illustration de couverture de Jean Bercy.
- À l'ombre du micocoulier, recueil de contes de Magali Fillol[7], illustrations de Gérard Pons.
- À l'écoute, recueil de poèmes de Ilke Angela Maréchal, préface de Basarab Nicolescu, illustration de couverture de Gérard Murail.
- Les gravures du temps, recueil de poèmes de Gérard Pons, illustration de couverture de l'auteur.
- Mesclas, choix de poèmes de Jòrgi Reboul, en version bilingue occitan/français, préface de Jean-Luc Pouliquen, illustration de couverture de René Monteix.

1989
- Rescontre, recueil de poèmes en version bilingue provençal/français de André Resplandin, illustration de couverture de Lucien Bailly.
- Lis alo de l'auceu, li racino de l'aubre, recueil de poèmes en version bilingue provençal/français de Charles Galtier, illustrations de Gérald Sorel.

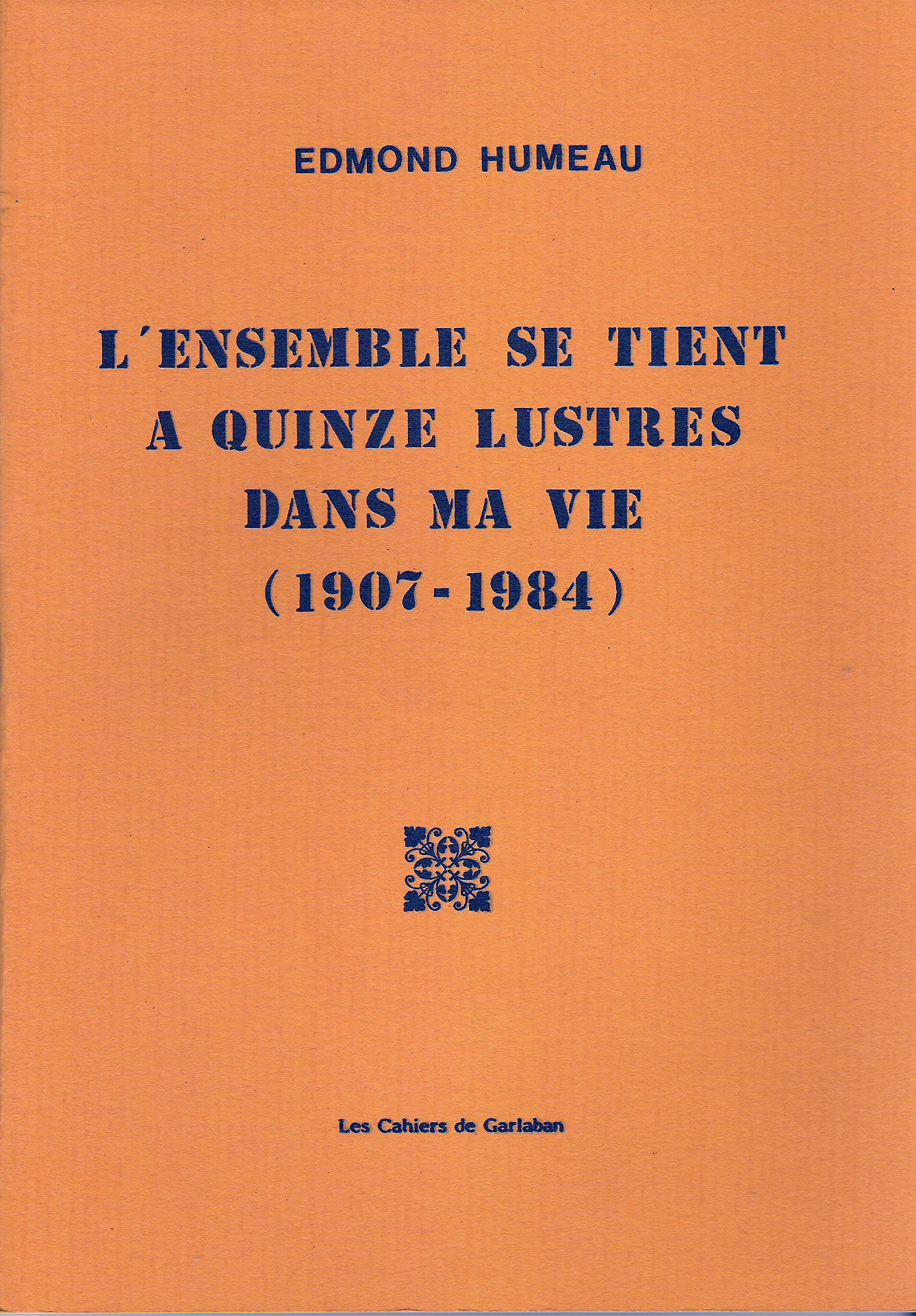
Recueil d'Edmond Humeau

- OC, poème de Daniel Biga, préface de Yves Rouquette, illustrations de Benjamin Vautier, dit Ben.

1990
- L'ensemble se tient à quinze lustres dans ma vie (1907-1984)[8], recueil de poèmes de Edmond Humeau.
- Cœur absolu, recueil de poèmes de Jean-Luc Pouliquen, illustration de couverture de José Martin-Marcos.
- Dans une attente rouge, recueil de poèmes de Eric Tremellat, illustration de couverture de José Martin-Marcos.
- Une fenêtre sur le monde, recueil de poèmes de Michel Manoll, illustration de couverture de Jean-Daniel Manoll.

1991
- Un banc sous la treille, conte de Magali Fillol, préface de Marcel Scipion, illustrations de Henri Capra.
- Sesoun de guerro, recueil de poèmes en version bilingue provençal/français de Serge Bec[9], illustrations de René Metayer. Ce recueil a reçu le Prix Antigone 1992 de la ville de Montpellier.
- Li car-marino de moun reiaume, recueil de poèmes en prose en version bilingue provençal/français de Fernand Moutet, avec une étude introductive sur l'auteur Fernand Moutet, le bonheur au quotidien par André Resplandin.

1992
- Être là, recueil de poèmes de Jean-Luc Pouliquen, illustration de couverture de Renée Mangot.
- L'horizon des jours, recueil de nouvelles de Gérard Pons, illustration de couverture de l'auteur.
- Le murmure du temps, recueil de contes de Magali Fillol, couverture et illustrations intérieures de Henri Capra.
- Cellula XIII, recueil de poèmes en version bilingue occitan/français de Yves Rouquette, couverture et illustrations de Jacques Bringuier.
- Fantaisies autour du trèfle, recueil de poèmes de Lucienne Desnoues, illustration de couverture de Serge Fiorio

1993
- La plume et le burin, enretiens entre Jacques Lucchesi et le graveur Gérard Pons, illustration de couverture, gravure et poème manuscrit de Gérard Pons.
- Promenades historiques, recueil de poésies et de souvenirs de Casimir Mouttet, illustration de couverture de l'auteur.
- Calades au soleil, recueil de contes de Magali Fillol, couverture et illustration de Henri Capra.

1994

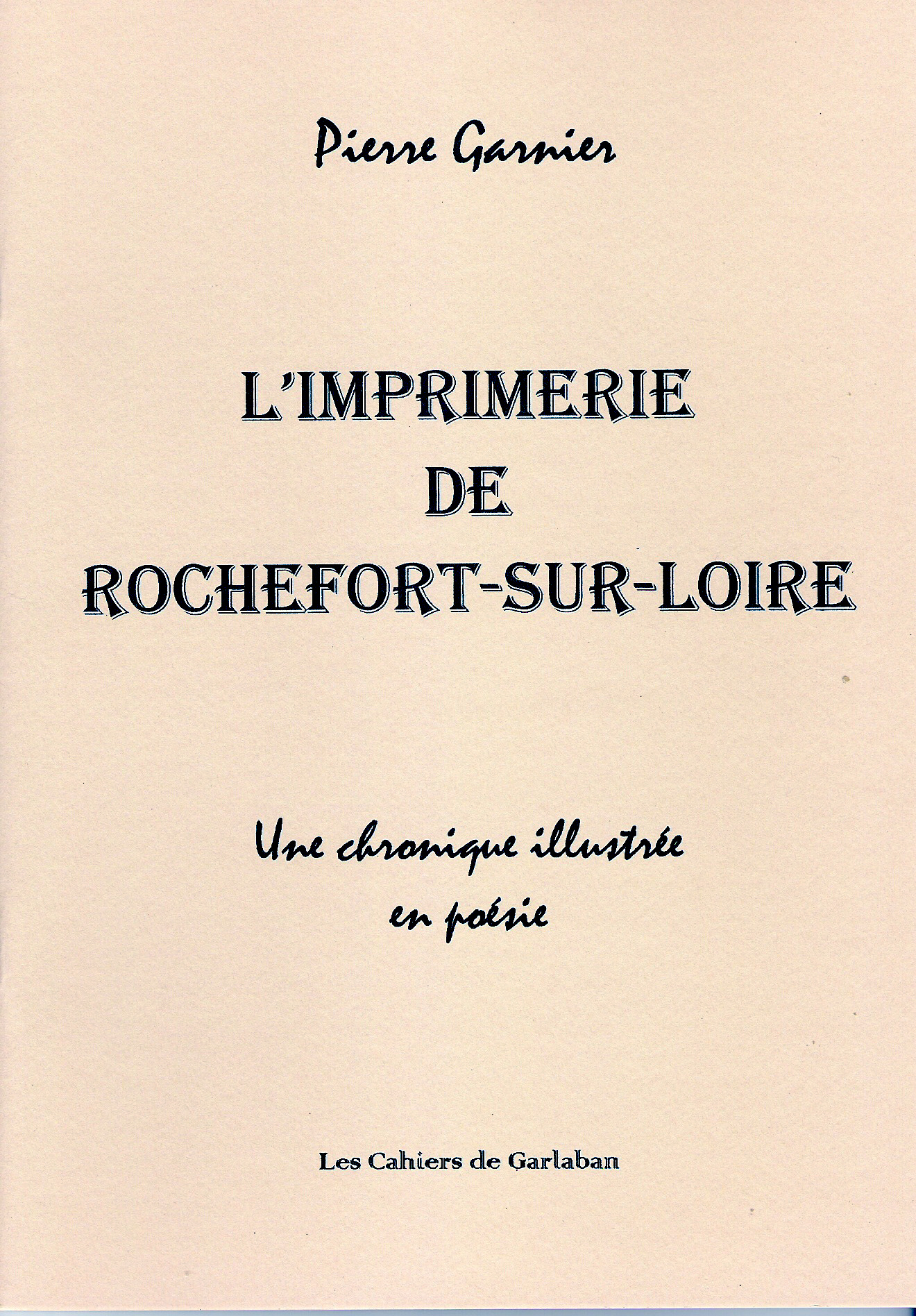
Recueil de Pierre Garnier

- La tortue gourmette, comédie en deux actes de Armand Olivennes.
- Solaire solitude, recueil de poèmes inédits de Michel Manoll publié pour le dixième anniversaire de sa mort, illustrations de Aurélia Manoll.

1995
- Un sentier couleur de miel, recueil de contes de Magali Fillol, couverture et illustrations de Jean-Michel Raffalli.
- Quatre pouemo chausi, recueil de poèmes en version bilingue provençal/français de Robert Allan, couverture et illustrations de l'auteur.
- Sentinelles, recueil de poèmes de Guy Knerr, couverture, dessins et mise en page de Jean-Louis Guitard.

1996
- Resson de ribo, recueil de poèmes en version bilingue provençal/français de André Resplandin, entièrement composé à la main par l'auteur et édité à l'occasion du dixième anniversaire de son prix Frédéric-Mistral.

1997
- L'imprimerie de Rochefort-sur-Loire, recueil poétique de Pierre Garnier.
- Les interstices sont innombrables, recueil de poèmes de Michel Capmal, couverture et illustrations de Jean-Claude Couillard.
- Cantico di cantico, essai de restitution en vers libres provençaux du Cantique des cantiques par Robert Allan.

## Coopérations avec les Universités
L’attention nouvelle portée à la fin du XXe siècle par les Universités à la poésie de leur temps, a permis aux Cahiers de Garlaban d’expérimenter avec elles des formes innovantes de coopérations[non neutre]. Ainsi, en France, ils ont accordé leur programme de publications au calendrier des colloques sur les poètes de l'École de Rochefort organisés par le Centre de Recherches de Littérature et de Linguistique sur l’Anjou et les Bocages, de l’Université d'Angers, dirigé par Georges Cesbron. Ils ont été partie prenante dans l’action Var et Poésie de l'Université du Sud-Toulon-Var. Enfin ils ont ouvert leurs archives aux recherches coordonnées par Marie-Jeanne Verny au département d’occitan de l’Université Paul Valéry de Montpellier.
À l’étranger, ils ont travaillé à des échanges suivis[réf. souhaitée] avec le Département de philologie française de l'Université Complutense de Madrid. Ceux-ci ont amené des chercheurs espagnols à travailler sur les œuvres des poètes des Cahiers de Garlaban et à l’organisation sous la direction de Maria Angeles Cipres d’une rencontre internationale de poésie intitulée La poesia ante el tercer milenio. Ils ont de même participé au projet Corpos telúricos  dirigé par le chorégraphe brésilien André Meyer de l'Université fédérale de Rio de Janeiro qui a conduit à la réalisation des deux vidéodances Água das origens et Passo a passo.